# Championnats panaméricains de boxe amateur 2009
Navigation
Édition précédente Édition suivante
La 8e édition des championnats panaméricains de boxe amateur s'est déroulée à Mexico, Mexique, du 22 au 26 juillet 2009. 

## Résultats

### Podiums
| Catégories                  | Or               | Argent                | Bronze                             |
| Poids mi-mouches (-48 kg)   | Paulo Carvalho   | Emmanuel Rodríguez    | Daniel Matellon Ceiber Avila       |
| Poids mouches (-51 kg)      | Braulio Avila    | Yampier Hernández     | Eddy Valenzuela Oscar Negrete      |
| Poids coqs (-54 kg)         | Rey Vargas       | Camilo Perez          | Juan Carlos Payano Maurcio Pacheco |
| Poids plumes (-57 kg)       | Robson Conceicao | Oscar Valdez          | Jorge Maisonet Claudio Marrero     |
| Poids légers (-60 kg)       | Yankiel Leon     | Francisco Vargas      | Everton Lopes Roberto Navarro      |
| Poids super-légers (-64 kg) | Roniel Iglesias  | Ramses Garcia         | Myke Carvalho Jonathan Batista     |
| Poids welters (-69 kg)      | Idel Torriente   | Oscar Molina          | Esquiva Florentino                 |
| Poids moyens (-75 kg)       | Emilio Correa    | Alex Theran           | Yamaguchi Falcao Hector Cervantes  |
| Poids mi-lourds (-81 kg)    | Jose Larduet     | Jeison Monroy         | Steve Franjic Gilbert Castillo     |
| Poids lourds (-91 kg)       | Osmay Acosta     | Sylvera-Jacques Louis | Deivis Julio Ventura Vasquez       |
| Poids super-lourds (+91 kg) | Erislandy Savon  | Juan Isidro Hiracheta | Gidelson Oliveira Tariq Abdul-Haqq |

### Tableau des médailles
| Place | Pays                   | Médaille d'or, Amérique | Médaille d'argent, Amérique | Médaille de bronze, Amérique | Total |
| ----- | ---------------------- | ----------------------- | --------------------------- | ---------------------------- | ----- |
| 1     | Cuba                   | 7                       | 1                           | 1                            | 9     |
| 2     | Mexique                | 2                       | 5                           | 1                            | 8     |
| 3     | Brésil                 | 2                       | 0                           | 5                            | 7     |
| 4     | Colombie               | 0                       | 2                           | 4                            | 6     |
| 5     | Porto Rico             | 0                       | 2                           | 2                            | 4     |
| 6     | Canada                 | 0                       | 1                           | 1                            | 2     |
| 7     | République dominicaine | 0                       | 0                           | 5                            | 5     |
| 8     | Trinité-et-Tobago      | 0                       | 0                           | 1                            | 1     |
| 8     | Guatemala              | 0                       | 0                           | 1                            | 1     |
| Total | 9 pays médaillés       | 11                      | 11                          | 21                           | 43    |